# بحيرة لاغونا دي باي
بحيرة لاغونا دي باي هي أكبر بحيرة في الفلبين، وتقع شرق العاصمة مانيلا، بين مقاطعتي لاغونا وريزال، ويحدّها أيضًا جزء من منطقة العاصمة الوطنية، وتغطي مساحة تقارب 911 كم²، وتُعد البحيرة من أهم الموارد الطبيعية في البلاد.

## الجغرافيا
تتصل البحيرة بخليج مانيلا عبر نهر باسيغ، وتضم عددًا من الأنهار الصغيرة التي تصب فيها، وتنتشر حولها العديد من البلدات والمدن، مثل باي وبينان وتاغويغ، كما تضم البحيرة جزيرة وسطية تُعرف باسم جزيرة تاليماو.

## الأهمية البيئية والإقتصادية
تُعد البحيرة ذات أهمية اقتصادية وبيئية كبيرة، وتُستخدم في الصيد وتربية الأسماك، كما تُستغل مياهها للري وأغراض صناعية، عد موطنًا لتنوع بيولوجي ملحوظ، يضم أنواعًا من الأسماك والطيور المائية.
تعاني البحيرة من مشكلات بيئية متزايدة بسبب التوسع الحضري والتلوث الصناعي، وتبذل الحكومة جهودًا لتنظيم الأنشطة في محيطها من خلال هيئة إدارة بحيرة لاغونا.